# Stadio Artemio Franchi (Siena)
Stadio Artemio Franchi neboli Montepaschi Arena je víceúčelový stadion v toskánské Sieně. Nejčastěji je používán pro fotbal. Jeho kapacita činí 15 373 diváků a hraje zde fotbalový tým AC Siena. Byl otevřen v roce 1923. V létě 2007
rozhodlo vedení o změně názvu na Stadio Artemio Franchi - Montepaschi Arena, protože vedení chtělo mít v názvu stadionu název největšího klubového sponzora, banky Monte dei Paschi di Siena. V průběhu roku 2011 vedení oznámilo stavbu nového stadionu na jižním okraji města pro 20 000 diváků s revolučním podzemním designem.